# Zoran Vujović
Zoran Vujović (Sarajevo, 26 agosto 1958) è un allenatore di calcio ed ex calciatore croato, di ruolo difensore.

## Carriera

### Giocatore

#### Club
Inizia la carriera nell'Hajduk Spalato, dove milita per dieci stagioni insieme al fratello gemello Zlatko, vincendo un campionato jugoslavo e due Coppe di Jugoslavia (1976-1977, 1983-1984).
Nell'estate del 1986 si trasferisce in Francia, al Bordeaux, dove vince nel 1987 il campionato francese e la Coppa di Francia 1987, e dove rimane fino al gennaio del 1989 quando si trasferisce per sei mesi al Cannes.
Rientra in Jugoslavia per la stagione 1989-1990, giocando con la Stella Rossa con cui vince il suo secondo campionato jugoslavo e la sua terza coppa nazionale.
Ritornato in Ligue 1, milita dapprima nello Stade Vallauris e nuovamente nel Cannes, prima di chiudere la carriera nel Nizza].

#### Nazionale
Con la nazionale jugoslava ha disputato 34 incontri, mettendo a segno anche 2 gol, partecipando ai Mondiali di Spagna 1982.

## Statistiche

### Cronologia presenze e reti in nazionale
| Cronologia completa delle presenze e delle reti in nazionale ― Jugoslavia | Cronologia completa delle presenze e delle reti in nazionale ― Jugoslavia | Cronologia completa delle presenze e delle reti in nazionale ― Jugoslavia | Cronologia completa delle presenze e delle reti in nazionale ― Jugoslavia | Cronologia completa delle presenze e delle reti in nazionale ― Jugoslavia | Cronologia completa delle presenze e delle reti in nazionale ― Jugoslavia | Cronologia completa delle presenze e delle reti in nazionale ― Jugoslavia | Cronologia completa delle presenze e delle reti in nazionale ― Jugoslavia |
| Data                                                                      | Città                                                                     | In casa                                                                   | Risultato                                                                 | Ospiti                                                                    | Competizione                                                              | Reti                                                                      | Note                                                                      |
| ------------------------------------------------------------------------- | ------------------------------------------------------------------------- | ------------------------------------------------------------------------- | ------------------------------------------------------------------------- | ------------------------------------------------------------------------- | ------------------------------------------------------------------------- | ------------------------------------------------------------------------- | ------------------------------------------------------------------------- |
| 13-6-1979                                                                 | Zagabria                                                                  | Jugoslavia                                                                | 4 – 1                                                                     | Italia                                                                    | Amichevole                                                                | -                                                                         | 68’                                                                       |
| 16-9-1979                                                                 | Belgrado                                                                  | Jugoslavia                                                                | 4 – 2                                                                     | Argentina                                                                 | Amichevole                                                                | -                                                                         |                                                                           |
| 10-10-1979                                                                | Valencia                                                                  | Spagna                                                                    | 0 – 1                                                                     | Jugoslavia                                                                | Qual. Euro 1980                                                           | -                                                                         |                                                                           |
| 22-3-1980                                                                 | Sarajevo                                                                  | Jugoslavia                                                                | 2 – 1                                                                     | Uruguay                                                                   | Amichevole                                                                | -                                                                         |                                                                           |
| 26-4-1980                                                                 | Borovo                                                                    | Jugoslavia                                                                | 2 – 1                                                                     | Polonia                                                                   | Amichevole                                                                | -                                                                         |                                                                           |
| 27-8-1980                                                                 | Belgrado                                                                  | Romania                                                                   | 2 – 0                                                                     | Jugoslavia                                                                | Coppa dei Balcani                                                         | -                                                                         |                                                                           |
| 10-9-1980                                                                 | Lussemburgo                                                               | Lussemburgo                                                               | 0 – 5                                                                     | Jugoslavia                                                                | Qual. Mondiali 1982                                                       | -                                                                         | 85’                                                                       |
| 27-9-1980                                                                 | Lubiana                                                                   | Jugoslavia                                                                | 2 – 1                                                                     | Danimarca                                                                 | Qual. Mondiali 1982                                                       | 1                                                                         | 87’                                                                       |
| 15-11-1980                                                                | Torino                                                                    | Italia                                                                    | 2 – 0                                                                     | Jugoslavia                                                                | Qual. Mondiali 1982                                                       | -                                                                         | 81’                                                                       |
| 17-10-1981                                                                | Belgrado                                                                  | Jugoslavia                                                                | 1 – 1                                                                     | Italia                                                                    | Qual. Mondiali 1982                                                       | -                                                                         | 78’                                                                       |
| 29-11-1981                                                                | Il Pireo                                                                  | Grecia                                                                    | 1 – 2                                                                     | Jugoslavia                                                                | Qual. Mondiali 1982                                                       | -                                                                         | 84’                                                                       |
| 7-6-1983                                                                  | Lussemburgo                                                               | Jugoslavia                                                                | 2 – 4                                                                     | Germania Ovest                                                            | Amichevole                                                                | -                                                                         | 53’                                                                       |
| 12-10-1983                                                                | Belgrado                                                                  | Jugoslavia                                                                | 2 – 1                                                                     | Norvegia                                                                  | Qual. Euro 1984                                                           | -                                                                         |                                                                           |
| 26-10-1983                                                                | Basilea                                                                   | Svizzera                                                                  | 2 – 0                                                                     | Jugoslavia                                                                | Amichevole                                                                | -                                                                         |                                                                           |
| 12-11-1983                                                                | Zagabria                                                                  | Jugoslavia                                                                | 0 – 0                                                                     | Francia                                                                   | Amichevole                                                                | -                                                                         |                                                                           |
| 14-12-1983                                                                | Cardiff                                                                   | Galles                                                                    | 1 – 1                                                                     | Jugoslavia                                                                | Qual. Euro 1984                                                           | -                                                                         |                                                                           |
| 21-12-1983                                                                | Spalato                                                                   | Jugoslavia                                                                | 3 – 2                                                                     | Bulgaria                                                                  | Qual. Euro 1984                                                           | -                                                                         |                                                                           |
| 29-9-1984                                                                 | Belgrado                                                                  | Jugoslavia                                                                | 0 – 0                                                                     | Bulgaria                                                                  | Qual. Mondiali 1986                                                       | -                                                                         | 37’                                                                       |
| 20-1-1985                                                                 | Kochi                                                                     | Iran                                                                      | 1 – 3                                                                     | Jugoslavia                                                                | Amichevole                                                                | -                                                                         |                                                                           |
| 25-1-1985                                                                 | Kochi                                                                     | Unione Sovietica                                                          | 1 – 2                                                                     | Jugoslavia                                                                | Amichevole                                                                | -                                                                         |                                                                           |
| 29-1-1985                                                                 | Kochi                                                                     | Cina                                                                      | 1 – 1                                                                     | Jugoslavia                                                                | Amichevole                                                                | -                                                                         |                                                                           |
| 1-2-1985                                                                  | Kochi                                                                     | Corea del Sud                                                             | 1 – 3                                                                     | Jugoslavia                                                                | Amichevole                                                                | 1                                                                         |                                                                           |
| 4-2-1985                                                                  | Kochi                                                                     | Unione Sovietica                                                          | 2 – 1                                                                     | Jugoslavia                                                                | Amichevole                                                                | -                                                                         |                                                                           |
| 27-3-1985                                                                 | Zenica                                                                    | Jugoslavia                                                                | 1 – 0                                                                     | Lussemburgo                                                               | Qual. Mondiali 1986                                                       | -                                                                         |                                                                           |
| 29-10-1986                                                                | Spalato                                                                   | Jugoslavia                                                                | 4 – 0                                                                     | Turchia                                                                   | Amichevole                                                                | -                                                                         |                                                                           |
| 12-11-1986                                                                | Londra                                                                    | Inghilterra                                                               | 2 – 0                                                                     | Jugoslavia                                                                | Qual. Euro 1988                                                           | -                                                                         |                                                                           |
| 29-4-1987                                                                 | Belfast                                                                   | Irlanda del Nord                                                          | 1 – 2                                                                     | Jugoslavia                                                                | Qual. Euro 1988                                                           | -                                                                         | 61’                                                                       |
| 14-10-1987                                                                | Sarajevo                                                                  | Jugoslavia                                                                | 3 – 0                                                                     | Irlanda del Nord                                                          | Qual. Euro 1988                                                           | -                                                                         |                                                                           |
| 11-11-1987                                                                | Belgrado                                                                  | Jugoslavia                                                                | 1 – 4                                                                     | Inghilterra                                                               | Qual. Euro 1988                                                           | -                                                                         |                                                                           |
| 5-4-1989                                                                  | Amarousio                                                                 | Grecia                                                                    | 1 – 4                                                                     | Jugoslavia                                                                | Amichevole                                                                | -                                                                         |                                                                           |
| 29-4-1989                                                                 | Parigi                                                                    | Francia                                                                   | 0 – 0                                                                     | Jugoslavia                                                                | Qual. Mondiali 1990                                                       | -                                                                         | 68’                                                                       |
| 27-5-1989                                                                 | Bruxelles                                                                 | Belgio                                                                    | 1 – 0                                                                     | Jugoslavia                                                                | Amichevole                                                                | -                                                                         |                                                                           |
| 14-6-1989                                                                 | Oslo                                                                      | Norvegia                                                                  | 1 – 2                                                                     | Jugoslavia                                                                | Qual. Mondiali 1990                                                       | -                                                                         |                                                                           |
| 20-9-1989                                                                 | Novi Sad                                                                  | Jugoslavia                                                                | 3 – 0                                                                     | Grecia                                                                    | Amichevole                                                                | -                                                                         |                                                                           |
| Totale                                                                    |                                                                           | Presenze                                                                  | 34                                                                        |                                                                           | Reti                                                                      | 2                                                                         |                                                                           |

## Palmarès

### Giocatore

#### Club
- Campionato jugoslavo: 2

Hajduk Spalato: 1978-1979
Stella Rossa: 1989-1990
- Coppa di Jugoslavia: 3

Hajduk Spalato: 1976-1977, 1983-1984
Stella Rossa:1989-1990
- Supercoppa francese: 1

Bordeaux: 1986
- Campionato francese: 1

Bordeaux: 1986-1987
- Coppa di Francia: 1

Bordeaux: 1986-1987

#### Nazionale
- Giochi del Mediterraneo: 1

 Spalato 1979